# Escándalo de falsificación de firmas y afiliaciones indebidas a partidos políticos en Perú
En abril de 2025, en Perú, se denunció la afiliación indebida y falsificación de firmas de ciudadanos por parte de diversos partidos políticos para lograr la inscripción que les permitiera participar en las elecciones generales del 2026, derivando dichas denuncias en cuestionamientos tanto al Jurado Nacional de Elecciones (JNE) como al Registro Nacional de Identificación y Estado Civil (Reniec). Según La República, 238 000 registros de afiliación contaban con firmas falsificadas y se distribuyeron en al menos 32 partidos políticos; 11 de ellos superaron las 2000 inscripciones con firmas observadas.

## Acontecimientos
El experto en derecho electoral Martín D’ Acevedo afirmó que el sistema jurídico actual no está diseñado correctamente para fiscalizar las fichas de inscripción de los partidos políticos. Las prácticas de firmas falsas se venían denunciando desde 2023, y el Reniec había advertido de la necesidad de incorporar tecnología de identificación facial. Además, la Contraloría General de la República alertó al Jurado Nacional de Elecciones (entonces precedido por Jorge Salas Arenas) sobre la falta de regulación en la fiscalización de la documentación de los partidos políticos, lo que facilitó la afiliación indebida de ciudadanos sin su consentimiento.
En abril de 2025, diversos ciudadanos, a través de las redes sociales, empezaron a denunciar que figuraban como afiliados a partidos políticos sin su consentimiento. Se denunció que los partidos Nueva Gente, Primero la Gente, Unidad y Paz, Fuerza Ciudadana, Perú Primero, Voces del Pueblo, País para Todos, Fuerza Popular, entre otros, afiliaron de forma indebida a los ciudadanos. Ante las denuncias, el presidente de Nueva Gente, Carlos Vega, negó la existencia de una presunta «fábrica de firmas». Por su parte, César Valdivieso, afiliado indebidamente a Voces del Pueblo, denunció que dicha organización política lo denunció acusándolo de falsa declaración.  Se detalló que para desafiliarse se debía pagar S/ 46.20, aunque el precio suele aumentar a S/ 800 en algunos casos, y que el encargado de verificar las firmas era el Reniec, la institución que remite los resultados a la JNE para que se prosiga la inscripción de partidos.
Debido al escándalo, la Defensoría del Pueblo solicitó que no se realice el cobro del monto para desafiliarse. Por su parte, la congresista Susel Paredes envió un oficio a Roberto Burneo, presidente del JNE, formulándole preguntas al respecto y solicitando la eliminación del pago del cobro para desafiliarse. Burneo, mientras tanto, informó que su institución estaba denunciando ante el Ministerio Público a aquellas organizaciones políticas que afiliaron de forma indebida a los ciudadanos.
El 24 de abril, JNE oficializó la eliminación del cobro para el proceso de desafiliación.  El 25 de abril, se presentó una denuncia penal a Nueva Gente.  Además, la Unidad de Investigación de Latina Televisión reveló que los partidos Perú Primero y Voces del Pueblo presentaron firmas falsas para su inscripción, siendo que el primero presentó más de 5000 firmas falsas mientras que el segundo más de 4000 hechas con el mismo puño gráfico.  Ante la denuncia, los representantes de ambos partidos negaron las acusaciones.
El 27 de abril, el programa Punto Final reveló que el partido Primero la Gente inscribió más de 4 000 militantes a su partido mediante la contratación de una mafia de falsificación de firmas. La precandidata de Primero la Gente, Marisol Pérez Tello, descartó renunciar a dicho partido, además anunció la presentación de una denuncia penal contra los que resulten responsables aseverando que el partido era la víctima. El 15 de mayo, la fiscalía abrió investigación contra dicho partido.